# Rick Nash
Richard McLaren „Rick“ Nash (* 16. Juni 1984 in Brampton, Ontario) ist ein ehemaliger kanadischer Eishockeyspieler. Der linke Flügelstürmer bestritt zwischen 2002 und 2018 über 1000 Spiele für die Columbus Blue Jackets, New York Rangers und Boston Bruins in der National Hockey League (NHL), bevor er seine Karriere aus gesundheitlichen Gründen beenden musste. Den Großteil dieser Zeit verbrachte er bei den Blue Jackets, die ihn im NHL Entry Draft 2002 als First Overall Draft Pick ausgewählt hatten. Das Team führte er vier Jahre als Kapitän an und hält dort eine Reihe von Franchise-Rekorden, unter anderem für die meisten Spiele, Tore, Vorlagen und Scorerpunkte, sodass seine Trikotnummer 61 nicht mehr vergeben wird. Zudem gewann er im Trikot der Blue Jackets im Jahre 2004 die Maurice Richard Trophy als bester Torschütze der NHL. Später erreichte er mit den New York Rangers in den Playoffs 2014 das Finale um den Stanley Cup, unterlag dort allerdings den Los Angeles Kings. Auf internationalem Niveau gewann der Angreifer mit der kanadischen Nationalmannschaft jeweils die Goldmedaille bei der Weltmeisterschaft 2007 sowie bei den Olympischen Winterspielen 2010 und 2014.

## Karriere

### Anfänge in kanadischen Juniorenligen
Nash begann seine Karriere im Jahr 1998 in einer unterklassigen kanadischen Juniorenliga. In der Saison 1999/2000 ging er für die Toronto Marlboros in der Greater Toronto Hockey League aufs Eis. Seine guten Leistungen führten dazu, dass der Linksschütze bei der OHL Priority Selection 2000 in der ersten Runde an vierter Position von den London Knights aus der Ontario Hockey League ausgewählt wurde. Bereits in seiner ersten Saison bei den Knights gehörte er mit 66 Scorerpunkten in 58 Hauptrunden-Partien zu den teamintern besten Stürmern. Mit seinem Team konnte er sich erfolgreich für die anschließenden Playoffs qualifizieren. Dort schieden die Knights allerdings mit 1:4-Niederlagen gegen die Erie Otters aus. Nash gelangen in vier Playoff-Spielen weitere sechs Punkte. In der Saison 2001/02 konnte sich der Linksschütze weiter steigern und erreichte mit seinem Team das Playoff-Halbfinale. Nash absolvierte insgesamt 66 Ligaspiele und konnte dabei 91-mal punkten. Aufgrund der gezeigten Leistungen wurden mehrere Talentscouts aus der National Hockey League auf den damals 18-Jährigen aufmerksam. Während des NHL Entry Draft 2002 waren es die Verantwortlichen der Columbus Blue Jackets, die sich seine Transferrechte sicherten. Sie wählten ihn als Gesamtersten des Drafts aus.

### Etablierung in der NHL bei den Columbus Blue Jackets
Im Sommer 2002 verließ der Kanadier die Ontario Hockey League nach nur zwei Jahren und wechselte in die NHL zu den Columbus Blue Jackets. Am 10. Oktober 2002 debütierte Nash in der NHL und erzielte dabei sein erstes Tor. Damit war er der achte Gesamterste eines NHL Entry Drafts, der in seinem ersten NHL-Spiel ein Tor erzielen konnte. Im weiteren Verlauf der Saison 2002/03 wurde Nash 74-mal eingesetzt und erzielte dabei 78 Scorerpunkte. Er wurde außerdem für die Calder Memorial Trophy als bester Liganeuling nominiert, gewann diese jedoch nicht, wurde aber er in das NHL All-Rookie Team berufen.
In der Saison 2003/04 erzielte der linke Flügelstürmer 41 Tore und gewann somit gemeinsam mit seinem Landsmann Jarome Iginla und dem Russen Ilja Kowaltschuk die Maurice ‚Rocket‘ Richard Trophy für den besten Torschützen der regulären Saison. Mit 19 Jahren war er zudem der jüngste Spieler der NHL-Geschichte, der nach der regulären Saison die Torschützenliste anführte. Diese Torausbeute konnte Nash erst elf Jahre später überbieten.

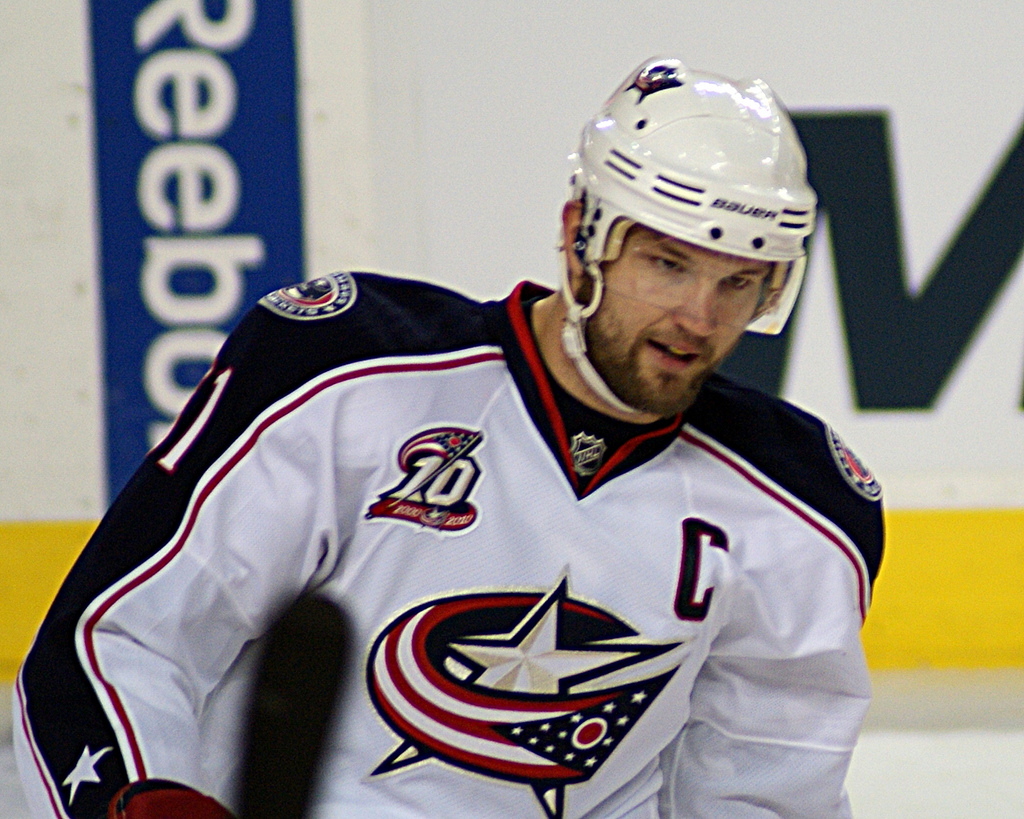
Rick Nash im Trikot der Columbus Blue Jackets (2010)

Da die Saison 2004/05 aufgrund des Spielerstreiks in der NHL nicht stattfand, entschlossen sich viele Spieler, die Spielzeit 2004/05 in Europa oder den nordamerikanischen Minor Leagues zu verbringen. Rick Nash schloss sich dem Schweizer Erstligisten HC Davos an, wo er zusammen mit Joe Thornton und Niklas Hagman die Schweizer Meisterschaft sowie den Spengler Cup gewann. Nash hatte mit 58 erzielten Punkten in 59 Partien großen Anteil an diesen Erfolgen. Im Sommer 2005 kehrte er nach Columbus zurück. Vor der Saison 2005/06 unterschrieb er bei den Blue Jackets einen neuen Fünfjahresvertrag, der ihm bis 2011 27 Millionen Dollar einbrachte. Nach wenigen Spielen der Saison erlitt er mehrere Verletzungen und verpasste insgesamt 28 Partien. Trotz der langwierigen Verletzungen erzielte Nash 54 Punkte in ebenso vielen Einsätzen und war damit erneut einer der erfolgreichsten Spieler der Blue Jackets.
Am 12. März 2008 wurde Nash zum insgesamt fünften Mannschaftskapitän der Blue Jackets ernannt. Einen Monat später gab 2K Games bekannt, dass Nash auf dem Cover des Computerspiels NHL 2K9 zu sehen sein würde. Die erste Spielzeit als Kapitän war seiner persönlich erfolgreichste, als er in 78 Spielen 40 Tore und 39 Assists erzielen konnte. Zum Ende der Saison konnte er sich mit seinem Klub zum ersten Mal für die Playoffs qualifizieren. Dort trafen die Blue Jackets auf den Meister der Saison 2007/08, die Detroit Red Wings. Mit 0:4-Niederlagen schied die Mannschaft gegen die Red Wings aus, ohne ein Spiel der Best-of-Seven-Serie zu gewinnen. In der Sommerpause 2009 konnten die Verantwortlichen der Columbus Blue Jackets Nash von einer vorzeitigen Vertragsverlängerung überzeugen. Der Linksschütze unterschrieb einen Achtjahresvertrag, der mit Ablauf der Saison 2010/11 einsetzte.

### Wechsel nach New York

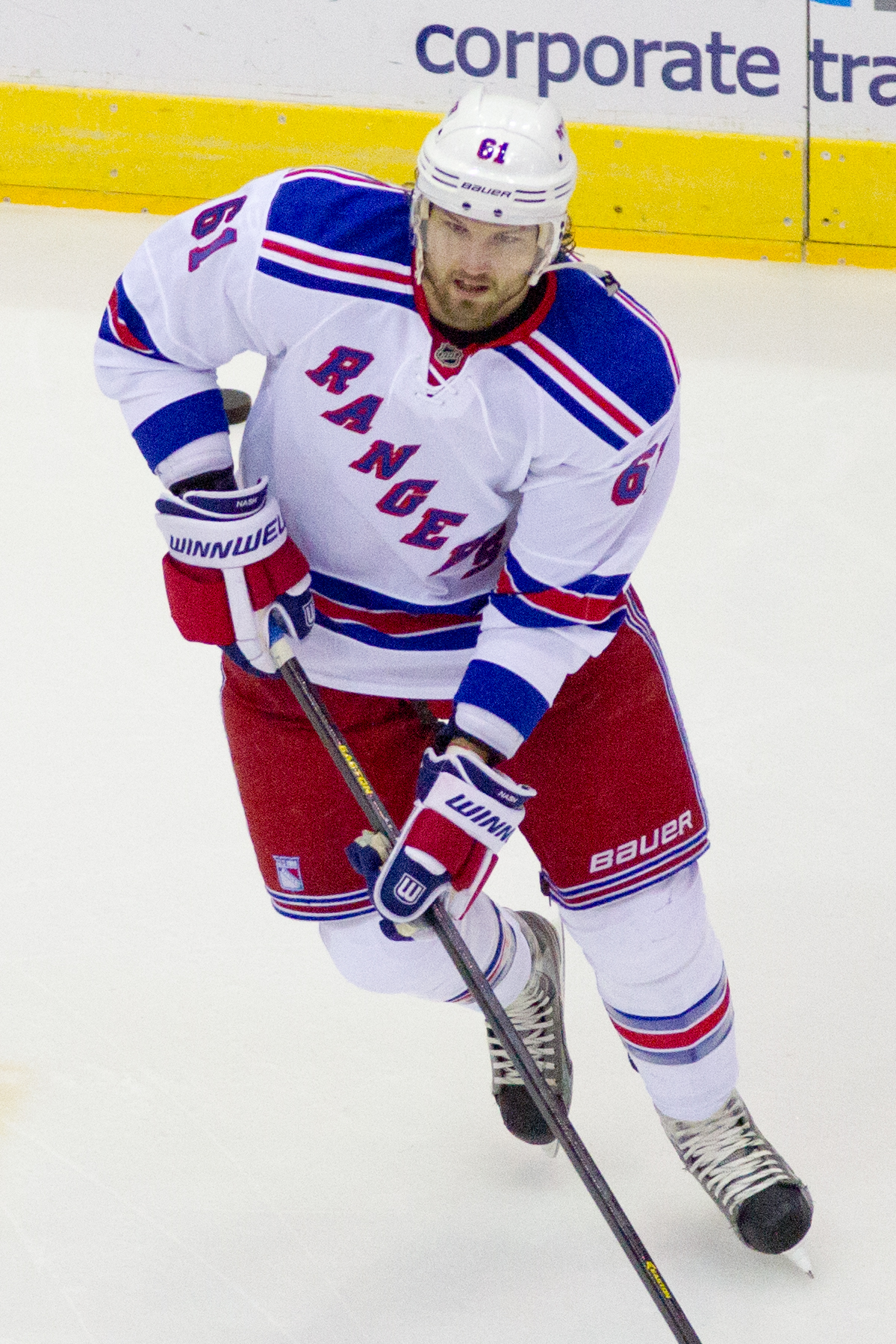
Nash im Trikot der Rangers (2013)

Nachdem der Offensivakteur bereits im Februar 2012 einen Wechselwunsch geäußert hatte, wurde er am 23. Juli 2012 nach zehn Jahren in Columbus zu den New York Rangers transferiert. Die Blue Jackets erhielten im Gegenzug die Stürmer Brandon Dubinsky und Artjom Anissimow, den Verteidiger Tim Erixon sowie ein Erstrunden-Wahlrecht für den NHL Entry Draft 2013.
Aufgrund des erneuten Lockouts in der NHL entschied sich Nash wieder zum HC Davos in die Schweiz zu wechseln, für die er aufgrund einer erlittenen Schulterverletzung nur zwölf Partien absolvierte. Nach Beendigung des Lockouts kehrte der Kanadier nach New York zurück und spielte dort mit 41 Scorerpunkten eine solide Hauptrunde, konnte jedoch in Playoffs mit lediglich einem Treffer aus zwölf Spielen nicht überzeugen. Auch die zweite Saison im Trikot der Broadway Blueshirts verlief für den Linksschützen nicht übermäßig erfolgreich, sodass in New York kritische Stimmen laut wurden, Nash könne die in ihn gesetzten Erwartungen nicht erfüllen. Zu Beginn der Saison 2014/15 konnte er letztlich an seine früheren Leistungen aus der Zeit in Columbus anknüpfen; so spielte der Angreifer mit insgesamt 42 Treffern bei 69 Scorerpunkten seine torgefährlichste Spielzeit seit der Saison 2008/09 und war damit der offensivstärkste Akteur der Rangers, weshalb man ihn als wertvollsten Spieler seiner Mannschaft in der Hauptrunde auszeichnete. In der Saison 2017/18 absolvierte Nash im Trikot der Rangers sein insgesamt 1000. Spiel in der NHL.

### Boston Bruins und Karriereende
Nach sechs Jahren in New York wurde Nash im Februar 2018 kurz vor der Trade Deadline an die Boston Bruins abgegeben. Im Gegenzug erhielten die Rangers Ryan Spooner, Matt Beleskey, Ryan Lindgren, ein Erstrunden-Wahlrecht für den NHL Entry Draft 2018 sowie ein Siebtrunden-Wahlrecht für den NHL Entry Draft 2019. Darüber hinaus übernahmen beide Parteien weiterhin 50 % der jeweiligen Gehälter von Nash und Beleskey. In Boston beendete Nash die Saison 2017/18, bevor sein auslaufender Vertrag nicht verlängert wurde.
In der Folge schloss sich Nash zur Saison 2018/19 keinem neuen Team an, hielt sich diese Möglichkeit allerdings vorerst offen. Im Januar 2019 wurde jedoch bekanntgegeben, dass der Kanadier seine Karriere aus gesundheitlichen Gründen nicht fortsetzen kann. Er leide weiterhin an Symptomen einer im März 2018 erlittenen Gehirnerschütterung, sodass das Risiko von gravierenden Spätfolgen (Chronisch-traumatische Enzephalopathie) als zu hoch eingeschätzt wurde. Insgesamt hatte Nash 1149 NHL-Spiele absolviert und dabei 851 Scorerpunkte verzeichnet.
Im März 2022 sperrten die Columbus Blue Jackets seine Trikotnummer 61, sodass diese als erste in der Franchise-Geschichte nicht mehr vergeben wird.

### International

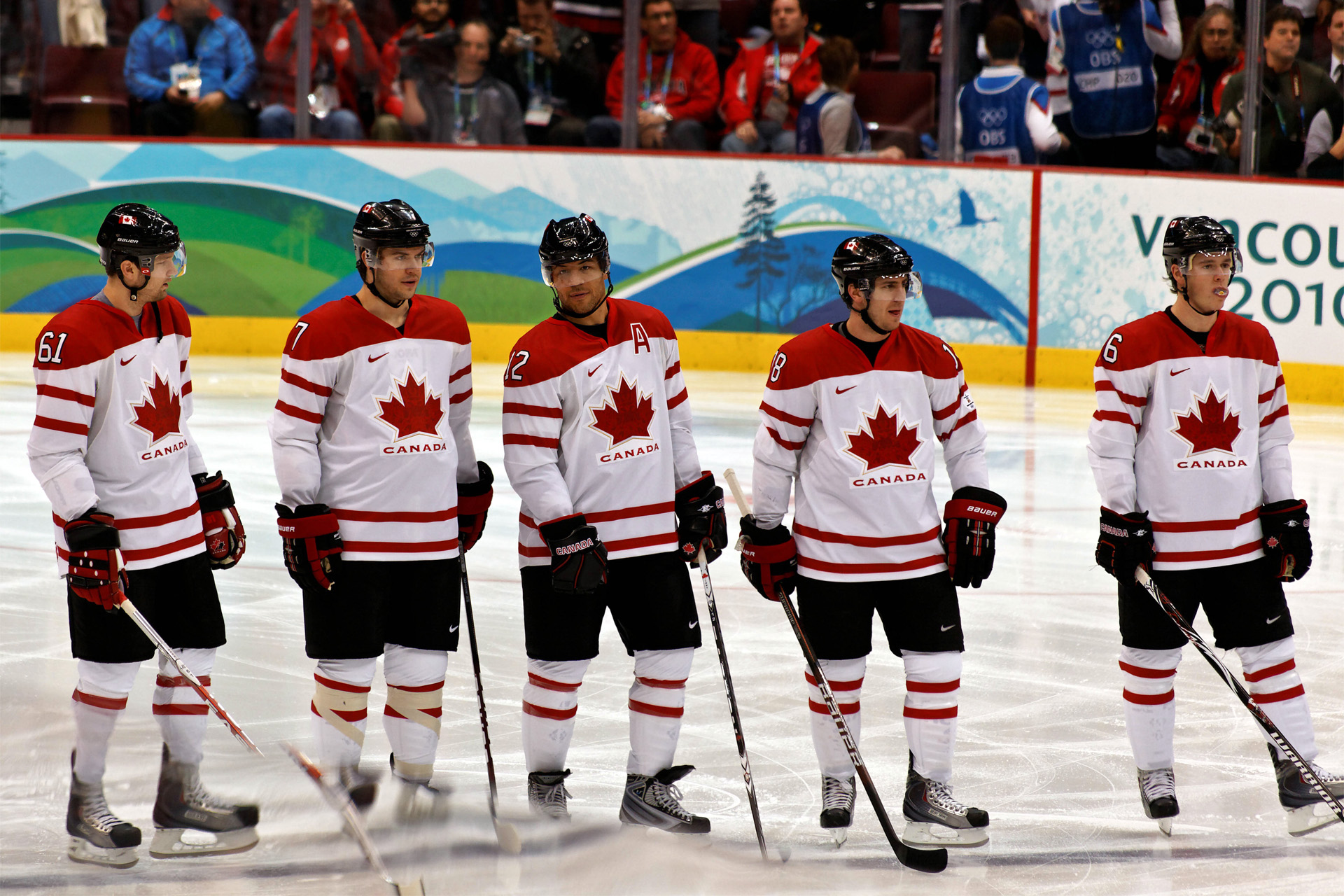
Nash (ganz links) bei den Olympischen Winterspielen 2010 in Vancouver

Nash gehört zu den erfolgreichsten kanadischen Nationalspielern überhaupt. Während er im Juniorenbereich lediglich die U20-Junioren-Weltmeisterschaft 2002 in Tschechien absolvierte und dabei die Silbermedaille gewann, nahm er im Herrenbereich an zahlreichen internationalen Turnieren mit der kanadischen Nationalmannschaft teil.
Im Frühjahr 2005 wurde Nash erstmals für die Auswahlmannschaft nominiert und bestritt die Weltmeisterschaft 2005 in Österreich. Dabei konnte er sich – wie schon im Juniorenbereich – die Silbermedaille sichern. mit neun Treffern in ebenso vielen Spielen war er zudem bester Torschütze des Turniers, mit 15 Scorerpunkten hinter seinem Teamkollegen Joe Thornton zweitbester Scorer und wurde ins All-Star-Team berufen. Mit seinen Leistungen empfahl er sich daher und wurde knapp ein Jahr später für die Olympischen Winterspiele im italienischen Turin nominiert. Dort erreichte er mit der Olympiaauswahl als Titelverteidiger lediglich den siebten Platz. Trotz der Enttäuschung blieb der Angreifer aber weiterhin für das Nationalteam verfügbar und wurde im Rahmen der Weltmeisterschaft 2007 in Russland mit dem Team Canada nach einem 4:2-Sieg über Finnland Weltmeister. Mit elf Punkten gehörte er wieder zu den besten Akteuren der Mannschaft, was ihm die Auszeichnung zum wertvollsten Spieler der Welttitelkämpfe einbrachte. Ebenso stand er wieder im All-Star-Team. Diesem gehörte er auch bei der Weltmeisterschaft 2008 an, als er eine weitere Silbermedaille mit den Ahornblättern gewann.
In den folgenden Jahren bestritt Nash mit der Weltmeisterschaft 2011, bei der er das kanadische Aufgebot als Mannschaftskapitän anführte, nur noch ein Turnier dieser Art, das allerdings mit dem fünften Rang im Endklassement eher enttäuschend verlief. Stattdessen feierte der Stürmer aber bei den Olympischen Winterspielen in den Jahren 2010 im kanadischen Vancouver und 2014 im russischen Sotschi mit dem Gewinn von Olympiagold die größten Erfolge seiner Karriere. Insgesamt trug Nash 53-mal das Trikot des kanadischen Nationalteams und erzielte dabei 51 Scorerpunkte. Insbesondere bei Weltmeisterschaften gehörte er mit 44 Punkten in 34 Spielen stets zu den herausragenden kanadischen Akteuren.

## Erfolge und Auszeichnungen
| - 2001 OHL All-Rookie Team - 2001 Emms Family Award - 2001 CHL All-Rookie Team - 2002 Teilnahme am CHL Top Prospects Game - 2002 OHL Third All-Star-Team - 2002 NHL-Rookie des Monats November - 2003 Teilnahme am NHL YoungStars Game - 2003 NHL All-Rookie Team - 2004 Teilnahme am NHL All-Star Game - 2004 Maurice Richard Trophy (gemeinsam mit Jarome Iginla und Ilja Kowaltschuk) - 2004 Spengler-Cup-Gewinn mit dem HC Davos | - 2004 Spengler Cup All-Star-Team - 2005 Schweizer Meister mit dem HC Davos - 2005 NLA-Stürmer des Jahres - 2007 Teilnahme am NHL All-Star Game - 2008 Teilnahme am NHL All-Star Game - 2009 Teilnahme am NHL All-Star Game - 2009 NHL Foundation Player Award - 2011 Teilnahme am NHL All-Star Game - 2015 Teilnahme am NHL All-Star Game - 2022 Sperrung der Trikotnummer 61 durch die Columbus Blue Jackets |

### International
| - 2002 Silbermedaille bei der U20-Junioren-Weltmeisterschaft - 2005 Silbermedaille bei der Weltmeisterschaft - 2005 Bester Torschütze der Weltmeisterschaft - 2005 All-Star-Team der Weltmeisterschaft - 2007 Goldmedaille bei der Weltmeisterschaft - 2007 Wertvollster Spieler der Weltmeisterschaft | - 2007 All-Star-Team der Weltmeisterschaft - 2008 Silbermedaille bei der Weltmeisterschaft - 2008 All-Star-Team der Weltmeisterschaft - 2010 Goldmedaille bei den Olympischen Winterspielen - 2014 Goldmedaille bei den Olympischen Winterspielen |

## Karrierestatistik

### International
Vertrat Kanada bei:
| - U20-Junioren-Weltmeisterschaft 2002 - Weltmeisterschaft 2005 - Olympischen Winterspielen 2006 - Weltmeisterschaft 2007 | - Weltmeisterschaft 2008 - Olympischen Winterspielen 2010 - Weltmeisterschaft 2011 - Olympischen Winterspielen 2014 |

(Legende zur Spielerstatistik: Sp oder GP = absolvierte Spiele; T oder G = erzielte Tore; V oder A = erzielte Assists; Pkt oder Pts = erzielte Scorerpunkte; SM oder PIM = erhaltene Strafminuten; +/− = Plus/Minus-Bilanz; PP = erzielte Überzahltore; SH = erzielte Unterzahltore; GW = erzielte Siegtore; 1 Play-downs/Relegation; Kursiv: Statistik nicht vollständig)